# François Leguat

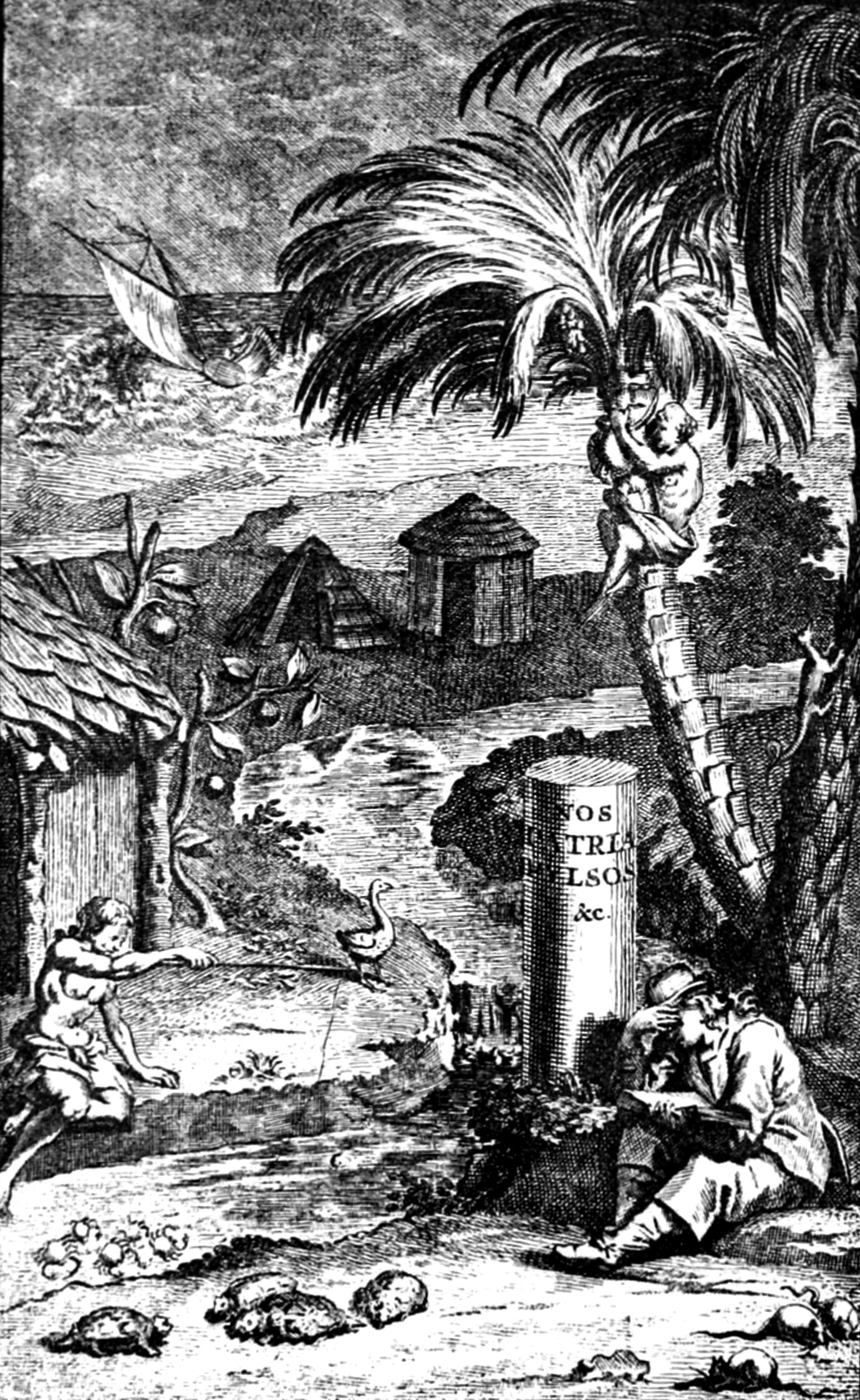
Portada del llibre de François Leguat.

François Leguat (Saint-Jean-sur-Veyle (Bresse), 1637 - Londres, 1735) va ser un explorador i naturalista  francès.
En tant que de religió protestant, la revocació de l'edicte de Nantes el va forçar a l'exili a Holanda, on va arribar al 1689. Henri Du Quesne (1642-1722) va proposar la creació d'una colònia d'hugonots refugiats francesos a l'illa de Mascareignes, anomenada avui Reunió. Du Quesne, però, quan va saber que França havia enviat un escamot a l'illa, va voler evitar l'enfrontament amb els francesos i va abandonar els seus projectes. Leguat i vuit voluntaris, però, van desembarcar a l'illa Rodrigues amb poc equipatge.
Van començar a cultivar l'illa però, després d'un any sense notícies d'Europa, van decidir construir un vaixell per a anar de l'illa de Mascareignes. El primer intent va fracassar i el vaixell es va enfonsar després de xocar amb una roca.
Va passar un any abans que pogueren tornar a intentar-ho, i durant aqueix any un dels homes va morir. Van sortir de l'illa el 29 de maig de 1693, després de deixar un monument en record de la seva experiència, i es van dirigir cap a l'illa Maurici. Allà, el governador els va empresonar en dures condicions i diversos companys de Leguat van morir. Finalment, el 1696 van ser portats a  Batavia des d'on van tornar a Europa el 1698. Aleshores ja només quedaven tres supervivents.
En Londres, Leguat va publicar la història del seu viatge com Els viatges i aventures de François Leguat i els seus companys en dues illes desertes de les Índies Orientals, però el llibre va ser rebut amb escepticisme. Es va considerar que la navegació a bord d'un vaixell autoconstruït era impossible, i que els animals que s'hi descrivien, extingits després de la publicació del llibre (com el solitari de Rodrigues) eren pura fantasia.